# Corbeni, Olt
Corbeni este o localitate componentă a orașului Balș din județul Olt, Oltenia, România.
Corbeni este, alături de Româna și Oboga, unul din principalele centre de olărit din sudul României.
În trecut, moșia Corbeni a aparținut fraților Buzescu. Frații Buzescu erau apropiați ai lui Mihai Viteazul și de aceea, principala stradă a Corbeniului se numește Mihai Viteazul.
Populația Corbeniului ajunge undeva la peste 500 de locuitori(aprox. 511).
Locul in care locuitorii își desfășoară activitățile sportive, in general fotbal, se numește „In vale la Petrache”.
Este unul dintre cele mai pașnice localități din zona respectivă.
 Acest articol despre o localitate din județul Olt este deocamdată un ciot. Puteți ajuta Wikipedia prin completarea lui.

Sat de o frumusețe rară cu păduri verzi de foioase, străbătut de râul Cungrea și cu celebrul copac,Tecul de la Ionicesti.